# 709.ª Divisão de Infantaria (Alemanha)
A 709ª Divisão de Infantaria (em alemão:709. Infanterie-Division) foi uma unidade militar que serviu no Exército alemão durante a Segunda Guerra Mundial.

## Comandantes
| Comandante                                 | Data                                         |
| ------------------------------------------ | -------------------------------------------- |
| Generalmajor Arnold von Beßel              | 3 de maio de 1941 - 15 de julho de 1942      |
| Generalleutnant Albin Nake                 | 15 de julho de 1942 - 15 de março de 1943    |
| General der Artillerie Curt Jahn           | 15 de março de 1943 - 1 de julho de 1943     |
| Generalmajor Eckkard von Geyso             | 1 de julho de 1943 - 12 de dezembro de 1943  |
| Generalleutnant Karl-Wilhelm von Schlieben | 12 de dezembro de 1943 - 23 de junho de 1944 |

## Área de operações
| Alemanha | maio de 1941 - junho de 1941  |
| França   | junho de 1941 - junho de 1944 |